# Kleinberghausen
Kleinberghausen ist eine Ortschaft in Hückeswagen im Oberbergischen Kreis im Regierungsbezirk Köln in Nordrhein-Westfalen (Deutschland).

## Lage und Beschreibung
Kleinberghausen liegt im östlichen Hückeswagen nahe der Bevertalsperre. Nachbarorte sind Großberghausen, Schmitzberg, Busche, Aue und Mickenhagen. Kleinberghausen ist über eine Zufahrtsstraße erreichbar, die zwischen Aue und Großberghausen abzweigt.

## Geschichte
1484 wurde der Ort das erste Mal in Kirchenrechnungen urkundlich erwähnt. Die Schreibweise der Erstnennung war Berchusen. In der Karte Topographia Ducatus Montani aus dem Jahre 1715 ist der Hof als Berghusen eingezeichnet.
Im 18. Jahrhundert gehörte der Ort zum bergischen Amt Bornefeld-Hückeswagen. 1815/16 lebten 24 Einwohner im Ort. 1832 war Kleinberghausen Titularort der Berghauser Honschaft an, die ein Teil der Hückeswagener Außenbürgerschaft innerhalb der Bürgermeisterei Hückeswagen war. Der laut der Statistik und Topographie des Regierungsbezirks Düsseldorf als Weiler kategorisierte Ort besaß zu dieser Zeit zwei Wohnhäuser und vier landwirtschaftliche Gebäude. Zu dieser Zeit lebten 24 Einwohner im Ort, allesamt evangelischen Glaubens.
Im Gemeindelexikon für die Provinz Rheinland werden für 1885 sechs Wohnhäuser mit 49 Einwohnern angegeben. Der Ort gehörte zu dieser Zeit zur Landgemeinde Neuhückeswagen innerhalb des Kreises Lennep. 1895 besaß der Ort sieben Wohnhäuser mit 55 Einwohnern, 1905 sieben Wohnhäuser und 45 Einwohner.

## Wander- und Radwege
Folgende Wanderwege führen durch den Ort:
- Der Ortswanderweg □ von der Wermelskirchener Knochenmühle zur Bevertalsperre
- Der Ortsrundwanderweg A4